# Jennifer Knäble

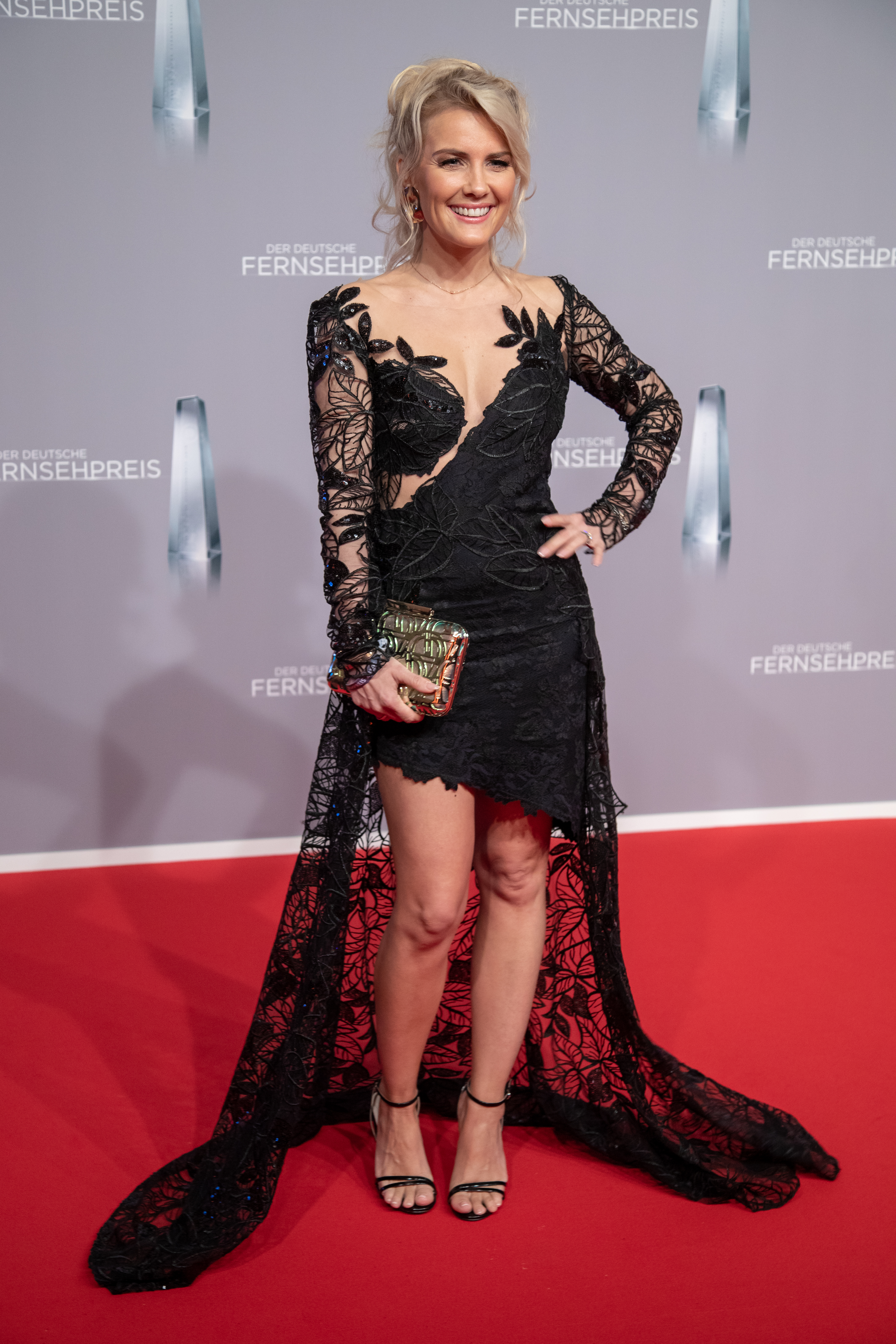
Jennifer Knäble (2019)

Jennifer „Jenny“ Knäble (* 8. Februar 1980 in Frankfurt am Main) ist eine deutsche Fernsehmoderatorin.

## Karriere
Nach dem Abitur absolvierte Knäble an der Bad Homburger Business-School „accadis“ ein Studium der Internationalen Betriebswirtschaftslehre mit Schwerpunkt Marketing und Sprache, verbunden mit zwei Auslandsaufenthalten im englischen Newcastle upon Tyne sowie im spanischen Valencia. Es folgten ein Praktikum bei Union Investment und ein zweijähriges redaktionelles Volontariat bei RTL Hessen. Anschließend war sie als Reporterin, Redakteurin und Video-Journalistin tätig.
Von Februar 2005 bis Anfang 2020 war Knäble RTL-Moderatorin und ab April 2008 auch beim Kölner Nachrichten- und Wirtschaftssender n-tv tätig, für den sie unter anderem die Sendung n-tv Deluxe moderierte. Von 2009 bis 2013 moderierte sie die RTL-Morgenmagazine Punkt 6 und Punkt 9. Von 2013 bis 2020 präsentierte sie das neue RTL-Morgenmagazin Guten Morgen Deutschland. Von März bis April 2015 moderierte sie als Vertretung für Katja Burkard – während deren Teilnahme bei Let’s Dance – das RTL-Mittagsjournal Punkt 12. Im April 2020 gab sie bekannt, den Sender nach 16 Jahren zu verlassen, um sich eigenen Projekten zu widmen.

## Privatleben
Knäble ist seit 2014 mit dem Radiomoderator Felix Moese liiert und seit Dezember 2017 mit ihm verheiratet.
Knäbles Schwester Angela ist Fernsehmoderatorin für die Hauptnachrichten in SAT.1. 

## Ehrenamtliches Engagement
Knäble setzt sich sehr für das Thema Schlaganfall ein und unterstützt seit einigen Jahren mit großem Engagement die Stiftung Deutsche Schlaganfall-Hilfe.

## Moderationen
- 2005–2017: RTL Hessen
- 2008–2011: n-tv nachrichten
- 2008: 100% Wein
- 2008–2020: n-tv deluxe
- 2009–2013: Punkt 6
- 2009–2013: Punkt 9
- 2009–2013: 5th Avenue
- 2013: Secret Wedding
- 2013–2020: Guten Morgen Deutschland
- 2015–2017: Punkt 12